# هستی‌شناسی سست
در دانش رایانه، یک هستی‌شناسی سست یا هستی‌شناسی ضعیف، هستی‌شناسی‌ای است که به اندازه کافی دقیق نیست تا به نرم‌افزار اجازه دهد حقایق جدید را بدون دخالت انسان (کاربران نهایی سیستم نرم‌افزاری) استنباط کند. به عبارت دیگر، دارای اطلاعات تحت‌اللفظی کافی نیست.
طبق این معیار - که با پیچیده‌تر شدن روش‌های هوش مصنوعی و استفاده از رایانه‌ها برای مدل‌سازی تصمیمات با تأثیر بالای انسانی تکامل یافت - اکثر پایگاه‌های داده از هستی‌شناسی‌های ضعیف استفاده می‌کنند.
یک هستی‌شناسی کم‌زور برای بسیاری از کاربردها مانند آموزش و پرورش که در آن مجموعه‌ای از تمایزات آموزش داده می‌شود و تلاش می‌شود قدرت تشخیص آن تمایزات در دانش‌آموز ایجاد شود کافی است. هستی‌شناسی‌های قوی‌تر تنها زمانی فرگشت می‌یابند که هستی‌شناسی‌های کم‌توان‌تر نابسندگی خود را نشان دهند. این پدیده که هستی‌شناسی در طول زمان توانمندتر می‌شود، با یافته‌های موجود در طبقه‌بندی عامیانه در مورد طبقه‌بندی همخوانی دارد: هرچه یک هازمان مردمی تخصص‌گرایی بیشتری در کار را تمرین می‌کند، تمایل دارد که نسبت به سردرگمی‌ها و استعاره‌های مختلط بی‌تحمل شود و آنها را در حرفه‌ها یا رویه‌های رسمی دسته‌بندی کند. در نهایت، انتظار می‌رود که این افراد در مورد آنها به‌طور مشترک استدلال کنند، و ریاضیات، به ویژه آمار و منطق، به عنوان زمینه مشترک، در نظر گرفته شوند.
در شبکه جهانی وب، فولکسونومی به گونهٔ طرحواره‌های برچسب و پیوندهای تایپی، تمایل دارد که به آرامی در انجمن‌های گوناگون فرگشت یابد و سپس در طرح‌هایی مانند میکروفرمت‌ها، با توافق انجمن‌های بیشتر و بیشتر، استاندارد شود. این ساختارهای هستی‌شناسی ضعیف، تنها در پاسخ به تقاضاهای فزاینده برای یک شکل قدرتمندتر از موتور جستجو نسبت به آنچه با کلمات کلیدی امکان‌پذیر است، قوی می‌شوند.

## برای مطالعهٔ بیشتر
- هستی‌شناسی
- هستی‌شناسی (علم اطلاعات)
- هستی‌شناسی نرم
- هوش مصنوعی